# Saga Fagrskinna
Fagrskinna és una saga reial o de reis, escrita al voltant de l'any 1220. Adopta el nom que li donà Þormóður Torfason al s. XVII d'un dels manuscrits que comprén la recopilació, Fagrskinna, que significa 'pergamí just o bell' . A l'Edat Mitjana, l'obra es coneixia com a Nóregs konunga tal. L'aplec original fou destruït en el gran incendi de Copenhaguen de 1728, però se n'han conservat algunes còpies en manuscrits de paper. És una de les fonts principals de la composició de l'Heimskringla de Snorri Sturluson. Fagrskinna és el text central en el seu gènere. Conté la història vernacla de Noruega entre els s. IX al XII, i inclou una extensa referència de versos escàldics, alguns únics, que no s'han preservat en altres fonts. Mostra especial èmfasi en les batalles, sobretot en la de Hjörungavágr i la de Svolder, però omet la batalla de Stiklestad.
Sovint se cita l'obra com escrita per un noruec o un islandés. Fins a un cert punt, l'autor assumeix un paper d'historiador assenyat i omet material sobrenatural o no versemblant.
Al marge de la importància en poesia escàldica i la tradició oral popular, l'autor empra àmpliament els escrits de les sagues reials. Aquestes fonts se n'han proposat com les més decisives:
1. Un text actualment perdut del capellà islandés Sæmundr fróði Sigfússon (1056-1133)
2. Una versió perduda d'Ágrip af Nóregskonungasögum (aprox. 1190)
3. Un text sinòptic sobre els primers reis noruecs (aprox. 1200-1220)
4. Una versió perduda de la Saga Jomsvikinga (aprox. 1200)
5. Saga Hlatajarla (aprox. 1200)
6. Óláfs saga Tryggvasonar d'Oddr Snorrason (aprox. 1190)
7. Una versió perduda d'Óláf saga helga
8. Knúts saga ríka (aprox. 1200)
9. Morkinskinna (aprox. 1220)
10. la saga perduda Hryggjarstykki (aprox. 1150)

## Edicions i traduccions
- Bjarni Einarsson (ed.). Ágrip af Nóregskonungasogum: Fagrskinna – Nóregs konunga tal. Reykjavik, 1984.
- Jónsson, Finnur (ed.). Fagrskinna. Nóregs Kononga Tal. Copenhagen, 1902-3. PDF available from septentrionalia.net.
- Munch, P.A. and C.R. Unger (eds.). Fagrskinna. Kortfattet Norsk Konge-saga. Christiania, 1847. Scans available from sagnanet.is.
- Finlay, Alison (tr.). Fagrskinna: A Catalogue of the Kings of Norway. Leiden: Brill Academic. Publishers, 2004. [Based primarily on Einarsson's 1984 edition] [[Special:BookSources/9004131728|ISBN 90-04-13172-8.]]